# Жамантуз (озеро, Павлодарская область)
Жамантуз (каз. Жамантұз) — замкнутое горько-солёное озеро в Майском районе Павлодарской области Казахстана, в бассейне реки Иртыш.
По данным топографической съёмки 1940-х годов, площадь поверхности озера составляет 19,85 км². Наибольшая длина озера — 4,8 км, наибольшая ширина — 3,1 км. Длина береговой линии составляет 20 км, развитие береговой линии — 1,80. Площадь озера подвержена сильным колебаниям. Питание снегово-дождевое и грунтовое. Берега плоские, глинистые; северные — высокие, обрывистые. Замерзает с ноября по апрель Пойма используется как пастбище.